# Бхуапур (подокруг)
Бхуапур (бенг. ভূয়াপুর, англ. Bhuapur) — подокруг в центральной части Бангладеш. Входит в состав округа Тангайл. Образован в 1974 году. Административный центр — город Бхуапур. Площадь подокруга — 225,2 км². По данным переписи 1991 года численность населения подокруга составляла 177 009 человек. Плотность населения равнялась 787 чел. на 1 км². Уровень грамотности населения составлял 29,9 %. Религиозный состав: мусульмане — 96,14 %, индуисты — 3,60 %, христиане — 0,09 %, прочие — 0,17 %.